# Artur Wiswedel
Artur Wiswedel (* 30. Juni 1913 in Braunschweig; † 29. März 1989 ebenda) war ein deutscher Bauunternehmer und Braunschweiger Kommunalpolitiker. Er gehört zu Braunschweigs Ehrenbürgern.

## Leben
Dem Studium der Betriebswirtschaftslehre und Rechtswissenschaften an den Universitäten Frankfurt am Main und Berlin folgte die Promotion zum Dr. jur. Wiswedel wurde während des Zweiten Weltkriegs im Dezember 1944 in Ungarn schwer verwundet. Nach Kriegsende trat er in das Bauunternehmen seines Vaters ein. Im Jahre 1953 wurde er Mitglied der FDP. Er gehörte dem Rat der Stadt Braunschweig von 1961 bis 1976 und von 1981 bis 1988 an. Von 1974 bis 1976 war er Erster Bürgermeister. Große Verdienste erwarb er sich mit dem Wiederaufbau mehrerer historischer Bauten in seiner Heimatstadt. So ließ er 1974 das Neustadtrathaus, im Jahre 1980 die Jakobskapelle und 1982 den Ölper Turm wiedererrichten. 1986 ließ er das Stobwasserhaus restaurieren. Am 3. März 1989 wurde ihm für sein Engagement das Ehrenbürgerrecht der Stadt Braunschweig verliehen. Wiswedel starb wenige Wochen später in Braunschweig.

## Schriften
- Gekämpft und überlebt. Erinnerungen eines unbedeutenden Front-Offiziers an die Ostfront 1942–45. Books on Demand, Norderstedt 2014, ISBN 978-3-7357-1768-9.